# Marvel Press
Marvel Press — импринт Marvel Comics по выпуску прозаических романов совместно с Disney Books.

## История
В 2003 году был выпущен роман для подростков под названием «Мэри Джейн» с персонажем из мира Человека-паука — Мэри Джейн Уотсон. В том же году Marvel объявила о формировании издательского дома Marvel Press, заявив в пресс-релизе, что в 2004 году будут выпущены три прозаических романа, ориентированные на различные возрастные группы. После нескольких книг выпущенных этим издательством, в 2011 году Marvel и Disney Books Group перезапустили бренд Marvel Press, выпустив линейку комиксов под названием Marvel Origin.
В конце 2012 года Marvel выпустила серию романов, основанных на адаптации популярных сюжетных линий в общей вселенной. В феврале 2013 года Hyperion Books объявила о партнёрстве с Marvel с целью публикации в июне двух романов: «Дневники Женщины-Халк» и «Прикосновение Роуг». В марте 2013 года Marvel совместно с GraphicAudio выпустили 6-часовую аудиоверсию романа «Гражданская война» со звуковыми эффектами, кинематографической музыкой и повествованием.
В сентябре 2017 года Marvel анонсировала новую франшизу для дошкольников Marvel Super Hero Adventures, состоящую из короткометражного мультипликационного сериала «Приключение супергероев», а также мерчандайза для октябрьской акции «Marvel Mania». Далее Marvel Press выпустила книгу «Deck the Malls!» про команду «Человек-паука» и «Спайдер-Гвен», разделённую на главы. Сюжет написан Маккензи Кейденхедом и Шоном Райаном, иллюстрации созданы художником Дереком Лауфманом. В январе 2018 года Джон Ни был назначен издателем Marvel Comics и Marvel Press.